# Creamy
Le Creamy sono state un duo musicale danese attivo dal 1999 al 2002 e formato da Rannva Joensen e Rebekka Mathew.

## Carriera
Rannva Joensen e Rebekka Mathew avevano 13 anni quando è uscito il loro album di debutto, Creamy, nel 1999, contenente esclusivamente cover di note canzoni danesi per bambini. L'album ha venduto più di 210 000 copie, ottenendo quattro dischi di platino e diventando l'album più venduto dell'anno in Danimarca. Il successo del disco ha portato le ragazze a intraprendere una tournée di 75 date a cui hanno assistito in totale più di 700.000 spettatori fra il 1999 e il 2000. Creamy ha inoltre vinto un Danish Music Award per il miglior album di musica per bambini.
Nel 2000 è uscito il secondo album del duo, We Got the Time, cantato esclusivamente in lingua inglese. In due settimane il disco ha venduto più di 70 000 copie e contiene Help! I'm a Fish, la sigla ufficiale del cartone animato Aiuto! Sono un pesce. L'anno successivo è uscito l'album di musica natalizia Christmas Snow, che ha raggiunto la 27ª posizione nella neonata classifica danese.

## Discografia

### Album in studio
- 1999 – Creamy
- 2000 – We Got the Time
- 2001 – Christmas Snow

### Singoli
- 1999 – Den bedste jul i 2000 år
- 2000 – Little 1
- 2000 – Help! I'm a Fish
- 2000 – I Do I Do I Do
- 2000 – Little Kitty
- 2001 – See the Snowflakes Falling Down
- 2001 – Never Ending Story